# Улица Анны Ахматовой (Москва)
У́лица А́нны Ахма́товой — улица в микрорайоне «Переделкино Ближнее» поселения Внуковское Новомосковского административного округа города Москвы.

## Расположение, застройка
Улица имеет форму полуокружности, обращенной выпуклостью на восток. Улица Анны Ахматовой отходит под прямым углом от улицы Самуила Маршака, идет по дуге, далее пересекает  улицу Корнея Чуковского и заканчивается на улице Булата Окуджавы.
В 100 м к северо-востоку от улицы Анны Ахматовой проходит улица Федосьино, относящаяся к району Ново-Переделкино Западного административного округа. Две этих улицы разделены гаражами.
Застройка имеется лишь на правой (чётной) стороне улицы.

## Транспорт
По улице в её юго-западной части следуют автобусы 507 (Станция метро «Рассказовка» — Переделкино Ближнее — станция метро «Саларьево») и 550 (Станция метро «Рассказовка» — Переделкино Ближнее — платформа Переделкино). В непосредственной близости находится станция «Рассказовка» Калининско-Солнцевской линии Московского метрополитена. В полутора километрах от улицы Анны Ахматовой располагается платформа «Мичуринец» Киевской железной дороги.

## Происхождение названия
Улица названа в честь русской поэтессы Анны Андреевны Ахматовой (1889—1966).